# Eremophila linsmithii
Eremophila linsmithii là một loài thực vật có hoa trong họ Huyền sâm. Loài này được R.J.F.Hend. mô tả khoa học đầu tiên năm 1978.